# Kalahom

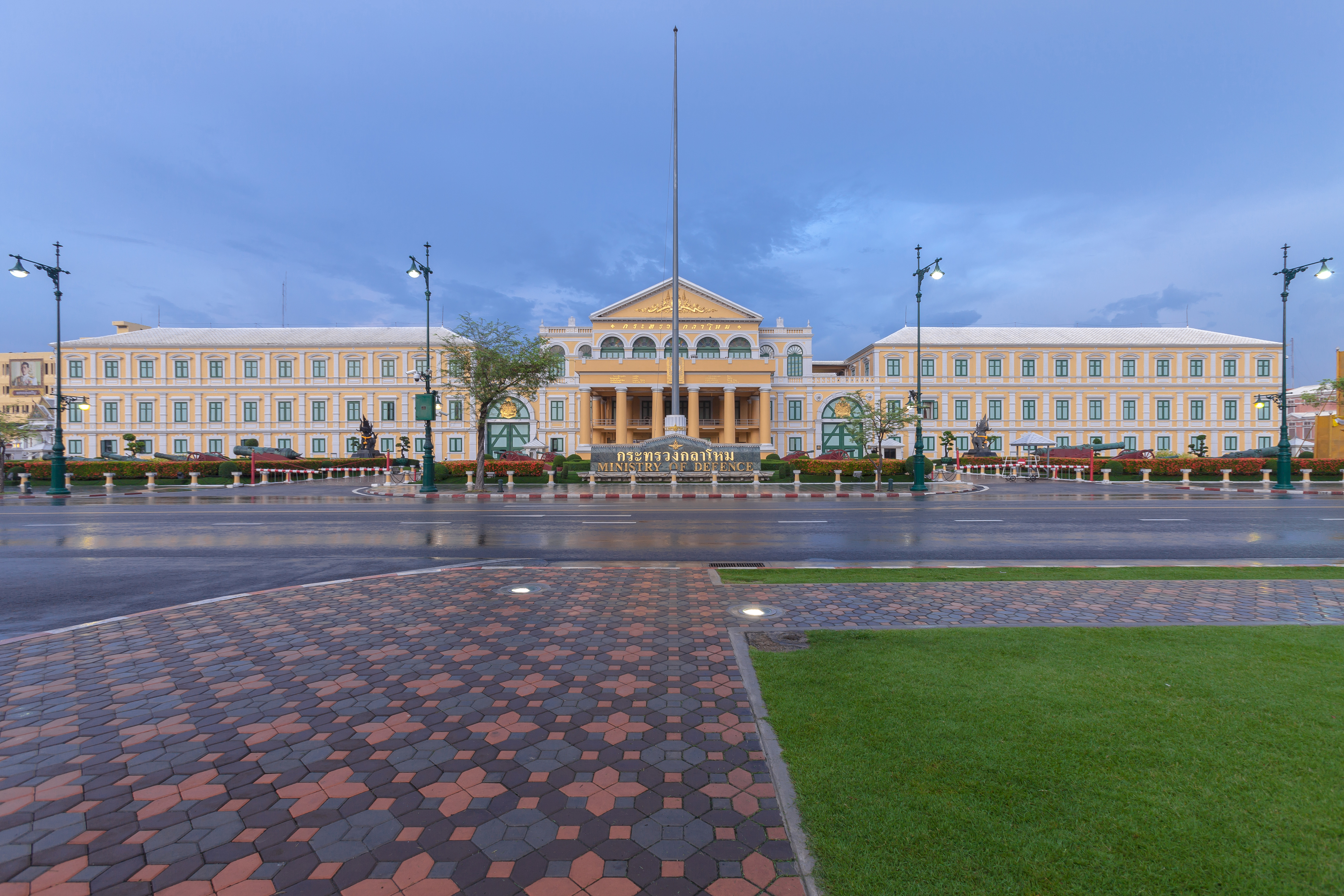
Gebäude des Kalahom (Verteidigungsministeriums) in Bangkok

Das Kalahom-Ministerium (Thai: กระทรวงกลาโหม, RTGS: Krasuang Kalahom, [kraˈsuaŋ ka.laːˈhǒːm], heute auch: Verteidigungsministerium von Thailand) ist seit der Mitte des 15. Jahrhunderts eines der Hauptministerien der thailändischen (früher: siamesischen) Regierung. Heute ist das Ministerium zuständig für die Verwaltung und Steuerung der Streitkräfte des Landes, für die nationale Sicherheit, die territoriale Integrität und die nationale Verteidigung. Die thailändischen Streitkräfte bestehen aus dem Königlich-Thailändischen Heer, der Königlich-Thailändischen Marine und der Königlich-Thailändischen Luftwaffe.
Der König von Thailand ist zwar nominell Oberbefehlshaber der thailändischen Streitkräfte, doch wird das Militär praktisch ausschließlich vom Verteidigungsminister als Mitglied des thailändischen Kabinetts geführt. Seit September 2024 ist der stellvertretende Premierminister Phumtham Wechayachai Verteidigungsminister.

## Geschichte vom 15. bis 19. Jahrhundert

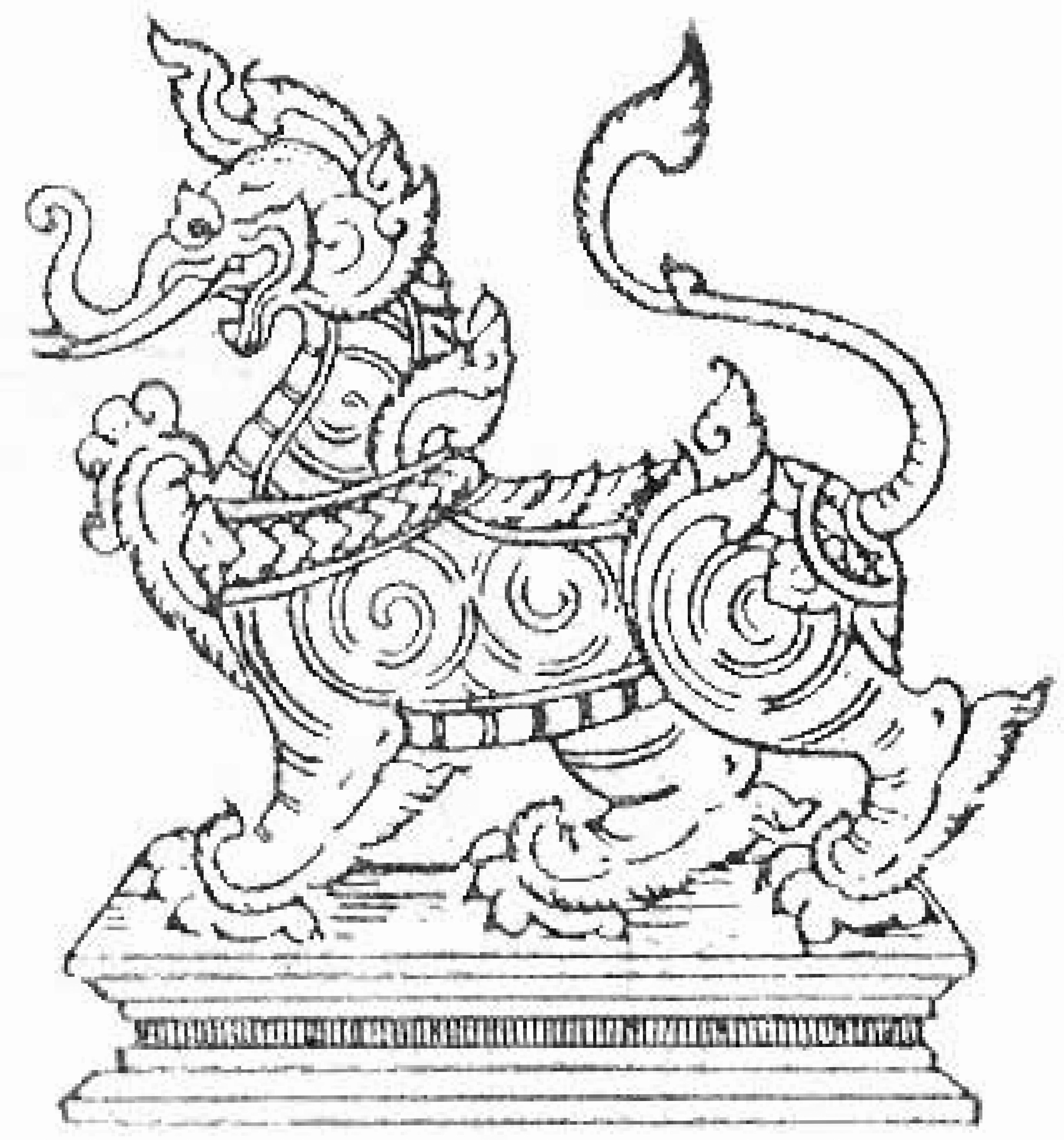
Altes Siegel des Kalahom

Die Gründung des Verteidigungsministeriums geht auf die frühe Ayutthaya-Periode zurück. Als König Borommaracha II. im Jahr 1431 Angkor Thom erobert hatte, konnte er viele Spezialisten der Khmer als Kriegsgefangene nach Ayutthaya entführen. Sie waren meist ausgebildete Staatsmänner, die dem späteren Nachfolger des Königs zur Seite standen, als dieser sein neues System einer zentralen und differenzierten Verwaltung nach dem Vorbild der Khmer entwickelte.
König Borommatrailokanat (reg. 1448 bis 1488) schließlich reorganisierte die Regierung Ayutthayas nach diesem System von Grund auf. Er teilte die Verwaltung in zwei große Bereiche ein, dem zivilen Bereich unter der Leitung eines Ministers des Mahatthai sowie einem militärischen Bereich unter dem Minister des Kalahom. Jeder Bereich wurde weiter in zahlreiche weitere Abteilungen unterteilt, in Sektionen und Untersektionen, eine jede mit ganz speziellen Aufgaben.

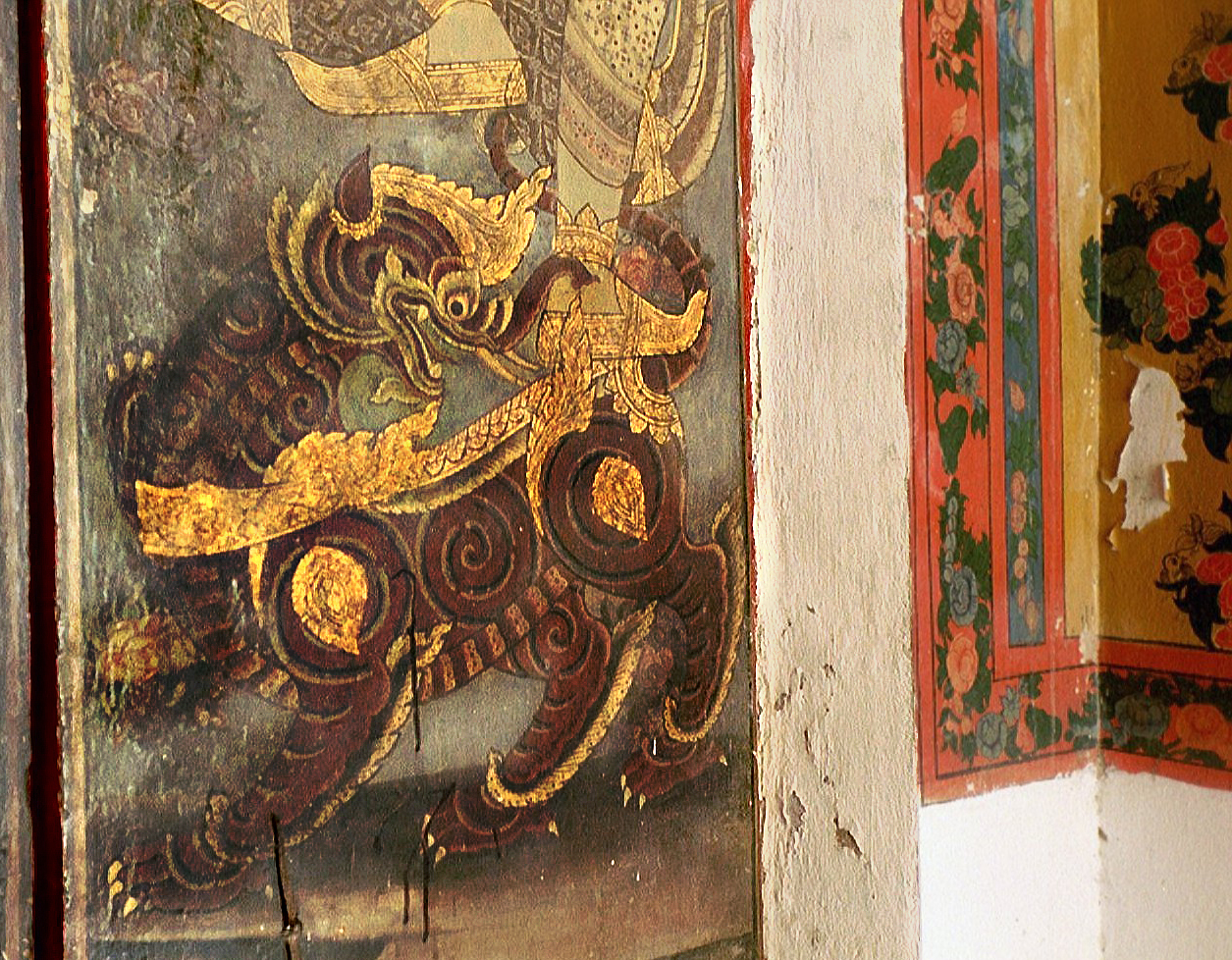
Malerei eines Gajasiha

Der Leiter des Kalahom, welches zunächst als „Ministerium für militärische Angelegenheiten“ übersetzt werden konnte, trug den Titel des Chaophraya Senabodi. Er war mit einem Sakdina von 10.000 Rai einer der Adeligen mit dem höchsten Rang im Land. Er durfte – ebenso wie der König und sein Uparat – sein persönliches Siegel unter offizielle Dokumente setzen. Es zeigte ein asiatisches Fabeltier namens Gajasiha („Elefanten-Löwe“, thailändisch: คชสีห์, Kotchasi), ein Löwe mit einem Elefantenrüssel und Stoßzähnen.
Der Chaophraya Senabodi war verantwortlich für die Provinz-Städte südlich der Hauptstadt, sein Ministerium wurde daher auch das „Südliche Ministerium“ genannt. Bei Ratsversammlungen war jedem Minister ein spezieller Platz in der Audienzhalle zugeordnet, diejenigen mit dem höchsten Sakdina befanden sich etwa 20 Schritte vor dem Fenster, in dem der König bei Audienzen erschien, weiter nach hinten diejenigen mit niedrigerem Sakdina. Links vom Thron befanden sich die Beamten der Zivil-Verwaltung, des Mahatthai, rechts die des Militärs, des Kalahom-Ministeriums. So wurde das Kalahom manchmal auch als das „Ministerium der Rechten Seite“ bezeichnet.
In der späten Ayutthaya-Periode fiel der Kalahom-Minister beim König in Ungnade, so dass dieser die Verwaltung der südlichen Provinzen dem Phrakhlang-Minister (Schatz-Minister) übertrug. Dieser war damit völlig überfordert, so dass als eine der ersten Maßnahmen von König Puttha Yotfa Chulalok (Rama I.) nach seiner Krönung dieses Amt wieder an den Kalahom kam.

## Verwaltungsreform 1894

Hoheitszeichen des Verteidigungsministeriums (seit 1939): Flügel, Rad und Anker stehen für die drei Teilstreitkräfte

Durch die Verwaltungsreform in der Regierungszeit von König Chulalongkorn (Rama V.) wurde das Kalahom 1894 in ein modernes Verteidigungsministerium umgewandelt. Dies geschah, um unter dem Eindruck des Kolonialisierungsbestrebungen der Briten (im Westen und Süden) und der Franzosen (im Osten und Norden) ein stets einsatzbereites Militärkommando zu schaffen.
Das „Ministerium des Südens“ wurde aufgelöst, nachdem der Minister aus Altersgründen abgedankt hatte. Die Zivil-Verwaltung sämtlicher Provinzen wurde dann dem Mahatthai übertragen, der Kalahom-Minister bekam die Verantwortung für die Verteidigung und die Verwaltung des Militärs im gesamten Land. Nach dieser Umstrukturierung konnte man das Mahatthai-Ministerium als das Innenministerium bezeichnen, das Kalahom wurde das Verteidigungsministerium. Erster Verteidigungsminister im modernen Sinne war von 1894 bis 1899 Prinz Narisara Nuwattiwong, ein Halbbruder des Königs.
Das Ministerium war zunächst einem ehemaligen Pferde- und Elefantenstall gegenüber dem Großen Palast in Bangkok untergebracht, doch baute man später einen repräsentativen Bau in europäischem Stil gegenüber dem Wat Phra Kaeo.

## Das Verteidigungsministerium heute
Dem Verteidigungsministerium steht der Minister vor, der Mitglied des Kabinetts ist. Daneben gibt es einen stellvertretenden Minister sowie einen Staatssekretär (Plat). Letzterer ist stets ein aktiver General der thailändischen Streitkräfte. Nach der Verfassung von 2017 ist der Staatssekretär des Verteidigungsministeriums kraft Amtes zugleich Mitglied des Senats von Thailand. Ihm arbeitet ein Sekretariat zu, das für die Erledigung der Verwaltungsaufgaben zuständig ist. Daneben gibt es die Oberkommandierenden der Streitkräfte sowie den Gemeinsamen Generalstab, dem Vertreter des Heeres, der Marine und der Luftwaffe angehören.
Der Sitz des Ministeriums ist in einem repräsentativen Komplex in der Sanamchai-Straße auf der Rattanakosin-Insel, dem unmittelbaren Zentrum der Bangkoker Altstadt. Es liegt dem Großen Palast mit dem Wat Phra Kaeo, dem Sanam Luang sowie dem Schrein mit der Stadtsäule (Lak Mueang) von Bangkok gegenüber. Auf dem Gelände befindet sich auch das Kanonenmuseum.